# Deposito locomotive di Milano Smistamento
Il deposito locomotive di Milano Smistamento è un'infrastruttura di ricovero, sosta, manutenzione e rifornimento di locomotive elettriche e Diesel delle Ferrovie dello Stato. In seguito alla riorganizzazione delle ferrovie italiane è divenuto OML di Milano Smistamento ed è stato assegnato a Mercitalia Rail.

## Storia
Il deposito locomotive ebbe origine dalla necessità delle FS di disporre di un impianto dotato di mezzi di trazione a supporto dello scalo merci di Milano Smistamento sorto all'inizio degli anni trenta tra la stazione di Milano Lambrate e la stazione di Pioltello. Data la funzione specifica che prevedeva sia servizi alla trazione di treni merci pesanti che manovra di smistamento e composizione treni l'impianto venne dotato di un numeroso quantitativo di locomotive tra le più potenti disponibili nel parco delle FS. Inizialmente il deposito di Milano Smistamento ebbe assegnate locomotive dei gruppi 730 (115 unità), 895 (23 unità) e 900 (9 unità).

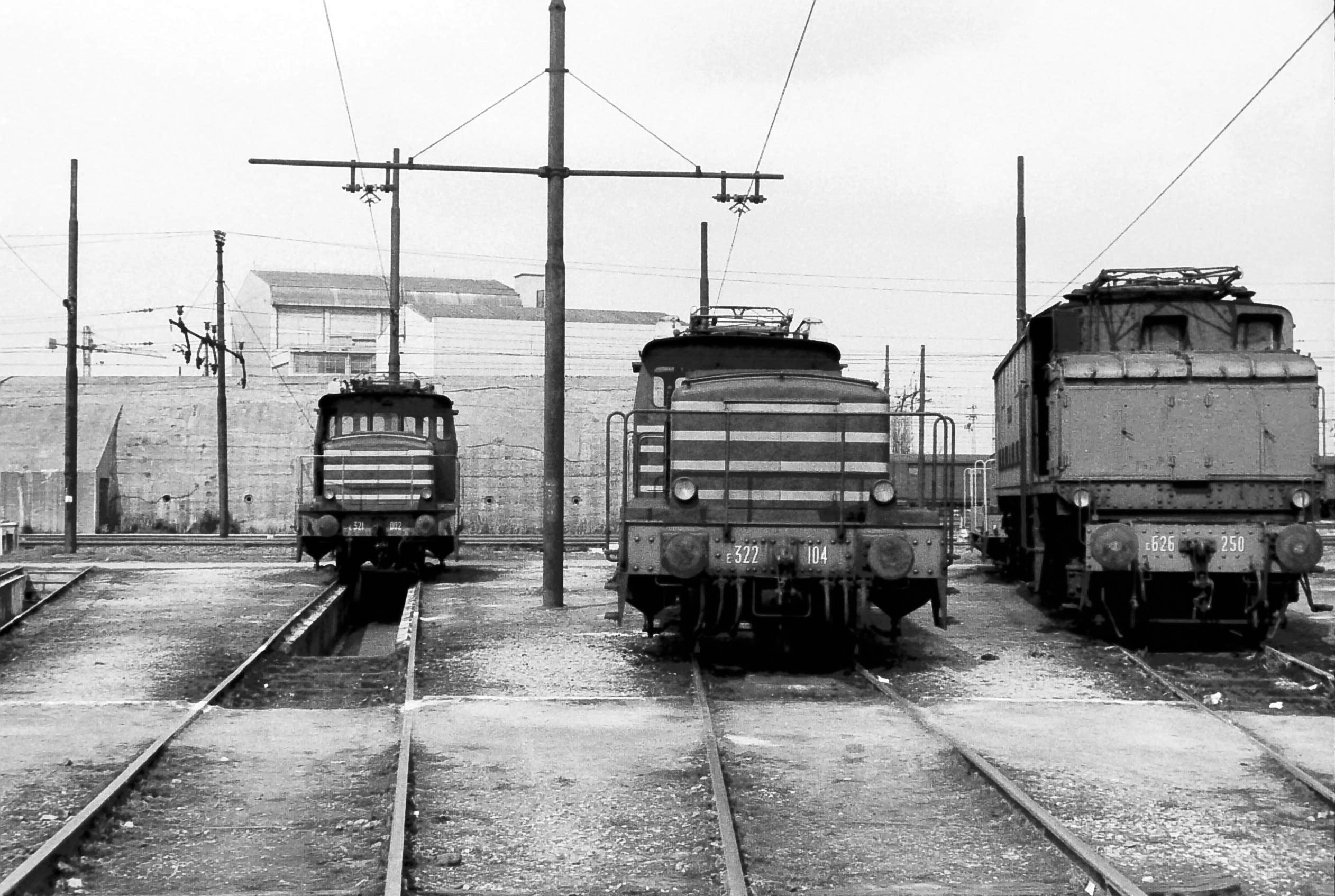
Locomotive elettriche da manovra FS E.321.002 e E.321.104 con unità accoppiata E.322.104 sulla rotonda del deposito locomotive dello scalo (23 marzo 1975)

Il deposito venne pesantemente danneggiato dai bombardamenti e dalle azioni belliche della seconda guerra mondiale. Ricostruito e riordinato nell'immediato dopoguerra, nella metà degli anni cinquanta iniziò ad avere assegnazione di locomotive elettriche in funzione delle elettrificazioni delle linee di Torino e di Venezia.

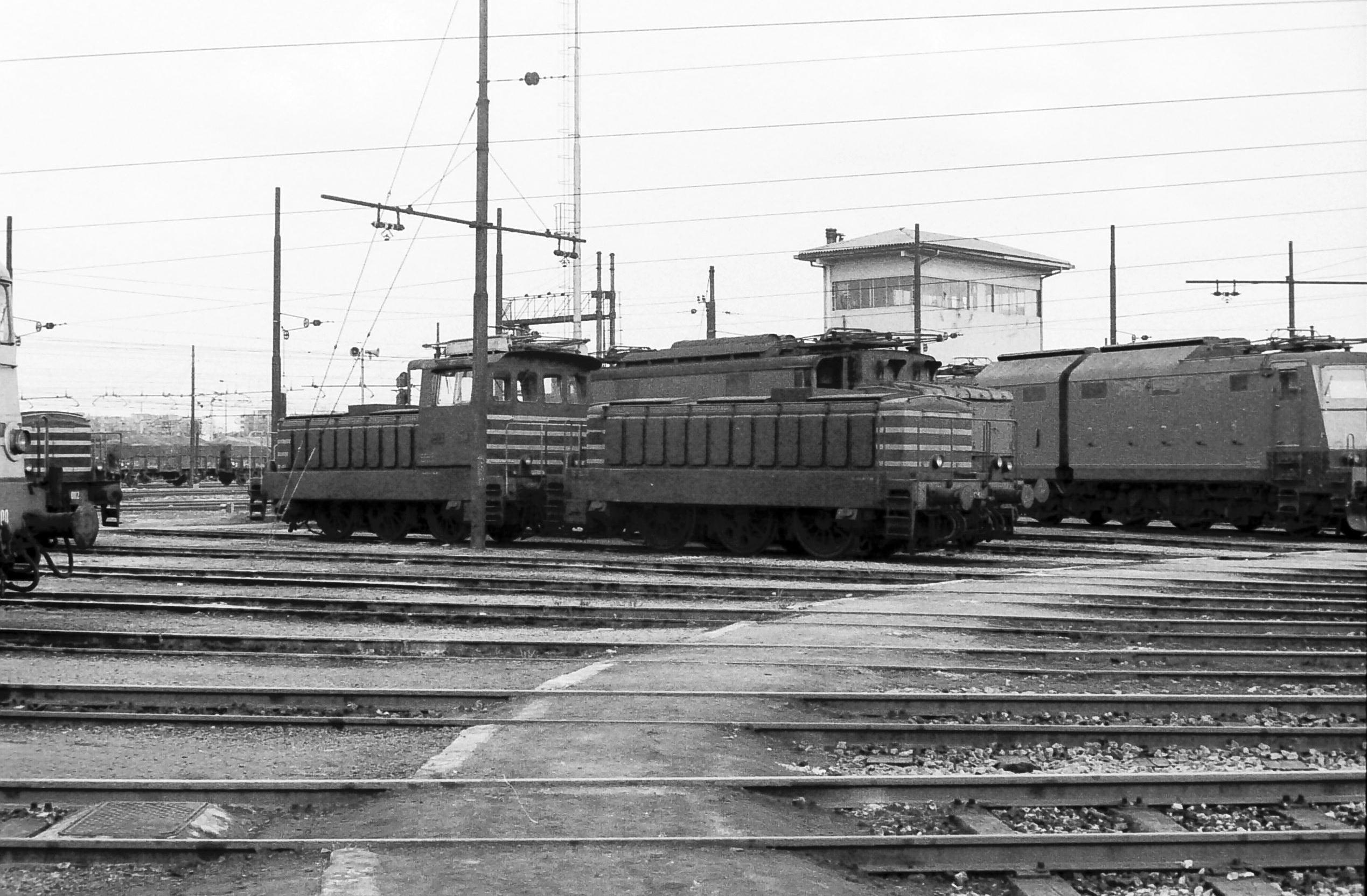
FS E.321.104 e accoppiata E.322.104, E.636 ed E.646 sulla rotonda del deposito locomotive il 23 marzo 1975

In conseguenza della fine della trazione a vapore anche l'impianto venne ridimensionato e nel 1982 fu smantellata la piattaforma girevole di maggiore dimensione. Venne costruito un ponte trasbordatore a supporto delle esigenze dell'officina diesel che entrò in funzione alla fine degli anni ottanta. Negli stessi anni iniziarono gli accantonamento di molte delle locomotive da manovra più datate.
La riorganizzazione delle Ferrovie dello Stato a partire dall'inizio degli anni duemila ha comportato il mutamento delle funzioni e la riorganizzazione dei servizi svolti dall'impianto ridenominato Officina Manutenzione Locomotive e assegnato alla Divisione Cargo di Trenitalia. Sono state create tre distinte sezioni di lavorazione: 
- Reparto Trazione Diesel (TD)
- Officina di manutenzione media
- Rimessa piccola trazione elettrica (TE)

A partire dal 1998 l'impianto ha iniziato ad occuparsi anche di alcune locomotive di valenza storica riportandole in efficienza operativa e in livrea d'origine giungendo alla creazione di un vero e proprio parco storico di rotabili elettrici. A tale scopo è nata l'associazione ARSMS (Associazione rotabili storici Milano Smistamento) all'interno della stessa struttura per il recupero e la preservazione dei rotabili storici di Trenitalia.

## Strutture e impianti
La dotazione iniziale del deposito prevedeva due grandi piattaforme girevoli, di cui una coperta, con rimesse circolari per la sosta delle locomotive. Gli edifici con le officine si occupavano della manutenzione e delle riparazioni, anche rilevanti, delle locomotive a vapore; erano posti tra le due piattaforme ed erano dotati di un ponte trasbordatore per lo spostamento dei rotabili tra i reparti di lavorazione.
Dal 1982, dopo lo smantellamento di una delle due piattaforme girevoli (la maggiore) è stato costruito un nuovo ponte trasbordatore a supporto della nuova unità operativa per la trazione diesel. Questa è costituita da dodici postazioni di lavoro, di cui una per il lavaggio, 4 per la manutenzione corrente e 7 per riparazioni di una certa entità. Il reparto TD si occupava (al 2008) di 150 locomotive diesel di manovra dei vari gruppi assegnati.
Il reparto di manutenzione media si occupa di manutenzioni dette di primo e di secondo livello (tra queste è quella di sostituzione dei carrelli). L'officina si occupa anche del rialzo della cassa, la sostituzione delle sale motrici ed altre eventuali operazioni necessarie. Il reparto ha a disposizione 22 postazioni.
La rimessa piccola TE esegue le riparazioni e i controlli, installa o controlla apparecchiature SCMT ed altre operazioni. È dotata di 26 postazioni di cui due per la funzione di lavaggio dei rotabili. A fine 2008 il reparto si occupava di 99 locomotive elettriche assegnate all'impianto.

## Materiale rotabile
Nel corso degli anni l'impianto ha avuto in dotazione un numeroso quantitativo di locomotive a vapore dei seguenti gruppi:
| Gruppo locomotive | Quantità assegnata | Periodo di assegnazione | Note |
| ----------------- | ------------------ | ----------------------- | ---- |
| 730               |                    |                         |      |
| 473               |                    |                         |      |
| 640               |                    |                         |      |
| 735               |                    |                         |      |
| 736               |                    |                         |      |
| 740               |                    |                         |      |
| 940               |                    |                         |      |
| 895               |                    |                         |      |
| 685               |                    |                         |      |
| 480               |                    |                         |      |

La dotazione, dagli anni cinquanta, comprendeva anche:
| Gruppo locomotive TE | Quantità assegnata                            | Periodo di assegnazione | Note  |
| -------------------- | --------------------------------------------- | ----------------------- | ----- |
| E.621                |                                               |                         |       |
| E.626                | 54 unità (al 1965); 57 (al 184); 37 (al 1991) |                         | [ 3 ] |
| E.636                |                                               |                         |       |
| E.428                |                                               |                         |       |

Nel decennio degli anni novanta l'impianto ebbe l'assegnazione di:
| Gruppo locomotive TE | Quantità assegnata         | Periodo di assegnazione | Note |
| -------------------- | -------------------------- | ----------------------- | ---- |
| E.645                | 90 unità (intero gruppo)   |                         |      |
| E.633                | 20 unità (delle due serie) |                         |      |

Alla fine del 2008 la dotazione di locomotive era la seguente:
| Gruppo locomotive TE | Quantità assegnata (settembre 2008) | Note                                   |
| -------------------- | ----------------------------------- | -------------------------------------- |
| E.645/E.646          | 8 unità                             | A fine anni '90 presenti ambo i gruppi |
| E.655                | 49 unità                            |                                        |
| E.656                | 10 unità                            |                                        |
| E.402B               | 10 unità                            |                                        |
| E.403                | 2 unità                             |                                        |
| E.405                | 20 unità                            |                                        |

| Gruppo locomotive TD | Quantità assegnata                        | Note  |
| -------------------- | ----------------------------------------- | ----- |
| 214.4000             | 58 unità (a settembre 2008)               |       |
| 245.2100             | 70 unità (a settembre 2008)               |       |
| D.145.1000/2000      | 9 unità (a settembre 2008); 19 (al 2013)  | [ 5 ] |
| D.146.2000           | 13 unità (a settembre 2008); 14 (al 2013) | [ 5 ] |

### Parco rotabili storici

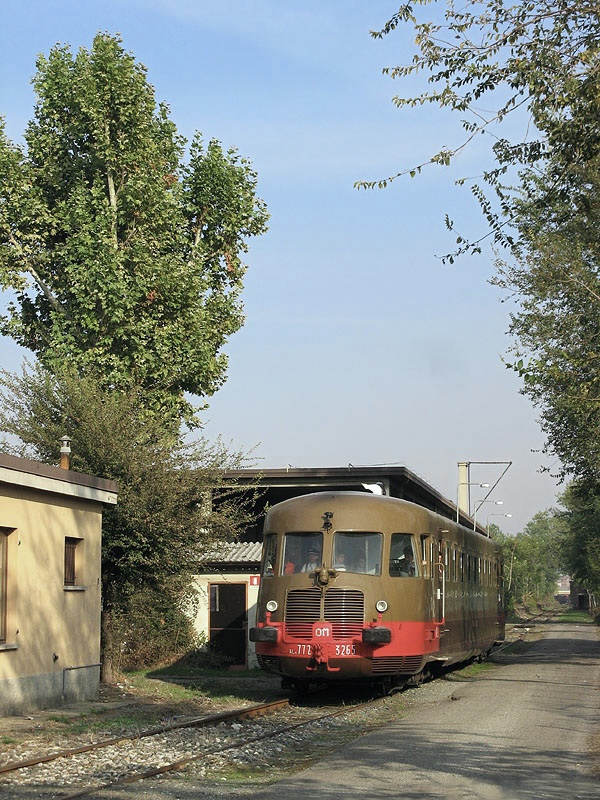
Automotrice termica ALn 772.3265 restaurata per treni speciali
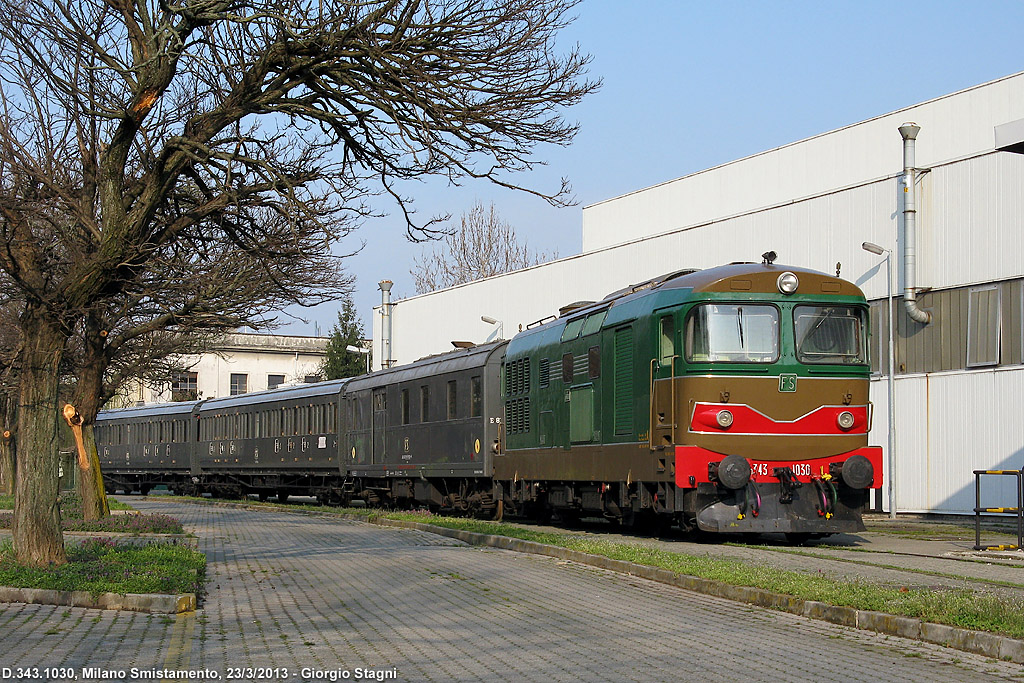
D.343.1030 ridipinta in livrea "storica" in testa ad un convoglio ed esposta insieme ad altri rotabili restaurati nel Deposito Locomotive di Milano Smistamento